# Michael Hebranko
Michael Hebranko, né le 14 mai 1953 à Brooklyn (New York) et mort le 25 juillet 2013 dans cette même ville, est un Américain connu pour avoir été l'un des hommes les plus lourds du monde, souffrant d'un cas extrême d'obésité morbide,,.

## Histoire
Après un séjour au St. Luke's hospital (en) de New York, Michael Hebranko passe de 906 lb (411 kg) à 200 lb (90 kg) et d'un tour de taille de 290 cm (110 in) à 91 cm (36 in), en 19 mois, avec l'aide de l'entraîneur de régime et d'exercice Richard Simmons. Il est, pour cela, enregistré dans le Livre Guinness des records, en 1990, pour la plus grande perte de poids constatée.
Il perd une partie de sa masse graisseuse par ablation chirurgicale. Par la suite, il traverse les États-Unis pour faire des conférences à propos de ses expériences, puis préconise des régimes amaigrissants avec de l'exercice physique.
Il est apparu dans des émissions de Richard Simmons et également dans des émissions de télévision telles que The Howard Stern Show, The Oprah Winfrey Show et le talk-show britannique Wogan (en) en 1990.
Cependant, au cours des sept années suivantes, il reprend du poids, atteignant les 999 lb (453 kg). Il doit être hospitalisé à plusieurs reprises au centre de réadaptation et de soins de santé de Brookhaven. 
En juin 1999, Michael Hebranko atteint son poids maximum de 1100 lb (499 kg) avant de subir une perte de poids massive et de revenir à 457 lb (207,5 kg).
En mars 2012, il résidait à Staten Island et pesait 550 lb (250 kg).